# Luka Kirič
Luka Kirič, slovenski nogometaš, * 23. december 1994.
Kirič je profesionalni nogometaš, ki igra na položaju vezista. Od leta 2023 je član slovenskega kluba Ormož. Pred tem je igral za slovenske klube Aluminij, Drava Ptuj in Cirkulane ter avstrijske Wildon, Grazer, Mettersdorf in Heiligenkreuz. V prvi slovenski ligi je odigral edino tekmo za Aluminij.